# 1987 في الجزائر
فيما يلي قوائم الأحداث التي وقعت خلال عام 1987 في الجزائر.

## ظهور
- 1 يناير – إيفري

## مواليد

### يناير
- 10 يناير – زين الدين مكاوي لاعب كرة قدم جزائري.
- 27 يناير – حسين العرفي
- 31 يناير – عبد المؤمن جابو لاعب كرة قدم جزائري.

### مارس
- 22 مارس – زين العابدين سباح لاعب كرة قدم.
- 22 مارس – هشام شريف لاعب كرة قدم.

### مايو
- 4 مايو – أمين مقاتلي لاعب كرة قدم جزائري.
- 26 مايو – صبري غاربي لاعب كرة قدم جزائري.

### يونيو
- 6 يونيو – محمد أمين عودية لاعب كرة قدم جزائري.
- 26 يونيو – فارس حميتي لاعب كرة قدم جزائري.

### أغسطس
- 11 أغسطس – فارس بن عبد الرحمن لاعب كرة قدم جزائري.

### سبتمبر
- 6 سبتمبر – حمزة حريات لاعب كرة قدم جزائري.

### أكتوبر
- 21 أكتوبر – عمر سليمي لاعب كرة قدم جزائري.

### نوفمبر
- 25 نوفمبر – العربي هلال سوداني لاعب كرة قدم جزائري.

### ديسمبر
- 15 ديسمبر – حمزة كودري لاعب كرة قدم جزائري.

## وفيات

### يناير
- 1 يناير – محمود الشريف الجزائري (مواليد 1912) سياسي جزائري.

### أبريل
- 3 أبريل – سامي الجزائري (مواليد 1945) مغني جزائري.
- 7 أبريل – علي مسيلي (مواليد 1940)

### يونيو
- 26 يونيو – أبو بكر بن بلقاسم الحاج عيسى (مواليد 1912)

### سبتمبر
- 25 سبتمبر – حسن الحسني (مواليد 1916) نداء.